# Bates Island (Antarktika)
Bates Island (in Chile Isla Videla) ist eine schmale und 5 km lange Insel vor der Graham-Küste des Grahamlands auf der Antarktischen Halbinsel. Im Archipel der Biscoe-Inseln liegt sie 5 km östlich des Jurva Point der Renaud-Insel.
Die Insel ist erstmals in argentinischem Kartenmaterial aus dem Jahr 1957 verzeichnet. Das UK Antarctic Place-Names Committee benannte sie 1959 nach dem US-amerikanischen Ozeanographen Charles Carpenter Bates (* 1918), einem Spezialisten für Studien des Meereises. Namensgeber der chilenischen Benennung ist möglicherweise der chilenische Konteradmiral Jorge Videla Cobo (1898–1971), Leiter der chilenischen Marineakademie (Escuela Naval Arturo Prat) in Valparaíso vom 23. Juni 1944 bis zum 8. April 1948.